# (184) Dejopeja
(184) Dejopeja ist ein Asteroid des äußeren Hauptgürtels, der am 28. Februar 1878 vom österreichischen Astronomen Johann Palisa an der Marine-Sternwarte Pola in Istrien bei einer Helligkeit von 11,2 mag entdeckt wurde.
Der Asteroid wurde benannt nach Deiopeia, der schönsten der 14 Nymphen, die Juno begleiteten. Diese versprach sie Aiolos, dem Gott der Winde, zur Ehe, wenn er die Flotte des Aeneas vernichten würde, die nach Italien segelte (Vergil, Aeneis 1,72). Einige Quellen nennen Deiopeia eine begleitende Nymphe von Kyrene. Die Benennung erfolgte auf Vorschlag von Robert Müller, Direktor des Hydrografischen Amtes in Pola. Der Entdecker verwendete zunächst die Schreibweise „Deiopeia“, änderte dies aber ab 1879 in „Dejopeja“.

## Wissenschaftliche Auswertung
Aus Ergebnissen der IRAS Minor Planet Survey (IMPS) wurden 1992 erstmals Angaben zu Durchmesser und Albedo für zahlreiche Asteroiden abgeleitet, darunter auch (184) Dejopeja, für die damals Werte von 66,5 km bzw. 0,19 erhalten wurden. Eine Auswertung von Beobachtungen durch das Projekt NEOWISE im nahen Infrarot führte 2011 zu vorläufigen Werten für den Durchmesser und die Albedo im sichtbaren Bereich von 88,8 km bzw. 0,11. Mit einer hochaufgelösten Aufnahme mit dem Adaptive Optics (AO)-System am Teleskop II des Keck-Observatoriums auf Hawaiʻi im Infraroten vom 28. Juni 2010 konnte ein äquivalenter Durchmesser von 94 ± 9 km abgeleitet werden. Nach neuen Messungen mit NEOWISE wurden die Werte 2014 auf 62,5 km bzw. 0,21 korrigiert.
Eine spektroskopische Untersuchung von 820 Asteroiden zwischen November 1996 und September 2001 am La-Silla-Observatorium in Chile ergab für (184) Dejopeja eine taxonomische Klassifizierung als X-Typ.

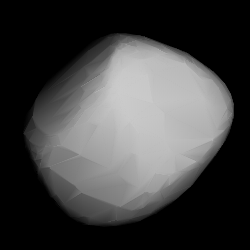
Berechnetes 3D-Modell von (184) Dejopeja

Nach einer ersten photometrischen Beobachtung des Asteroiden am 9. September 1977, wo aus den Daten einer einzigen Nacht nur eine Rotationsperiode von 6,7 h abgeschätzt werden konnte, wurden weitere Messungen vom 3. bis 7. April 1992 an der Außenstelle „Carlos U. Cesco“ des Felix-Aguilar-Observatoriums (OAFA) in Argentinien vorgenommen. Aus der etwas lückenhaften Lichtkurve wurde eine Rotationsperiode von 6,46 h abgeleitet. Neue photometrische Beobachtungen erfolgten am 21. und 23. Oktober 1995 an der Außenstelle Tschuhujiw des Charkiw-Observatoriums in der Ukraine. Die Rotationsperiode wurde zu 6,44 h bestimmt.
Vom September 2000 bis Oktober 2006 erfolgten zahlreiche Beobachtungen am Observatorium Borówiec in Polen und am Blauvac-Observatorium in Südfrankreich. Aus den detaillierten Lichtkurven wurde in einer Untersuchung von 2007 eine Rotationsperiode von 6,441 h gefunden. Außerdem wurden unter Verwendung aller verfügbarer Daten zwei alternative Positionen für die Rotationsachse mit prograder Rotation und ein Gestaltmodell bestimmt. Aus archivierten Daten des Uppsala Asteroid Photometric Catalogue (UAPC) konnten in einer Untersuchung von 2009 für (184) Dejopeja ebenfalls zwei alternative Positionen für die Rotationsachse mit prograder Rotation und eine Rotationsperiode von 6,4411 h bestimmt werden. Photometrische Messungen vom 6. bis 12. November 2017 an drei privaten Observatorien in Dänemark bestätigten die Rotationsperiode mit einem Wert von 6,4416 h.
Zwischen 2012 und 2018 wurden mit der All-Sky Automated Survey for Supernovae (ASAS-SN) auch photometrische Daten von 20.000 Asteroiden aufgezeichnet. Auf mehr als 5000 davon konnte erfolgreich die Methode der konvexen Inversion angewendet werden, darunter auch (184) Dejopeja, für die in einer Untersuchung von 2021 ein verbessertes dreidimensionales Gestaltmodell für zwei alternative Rotationsachsen mit prograder Rotation und einer Periode von 6,44109 h berechnet wurde. Aus archivierten Daten des Asteroid Terrestrial-impact Last Alert System (ATLAS) aus dem Zeitraum 2015 bis 2018 konnte in einer Untersuchung von 2022 mit der Methode der konvexen Inversion eine Rotationsperiode von 6,4411 h berechnet werden.